# 伊万 (建筑)

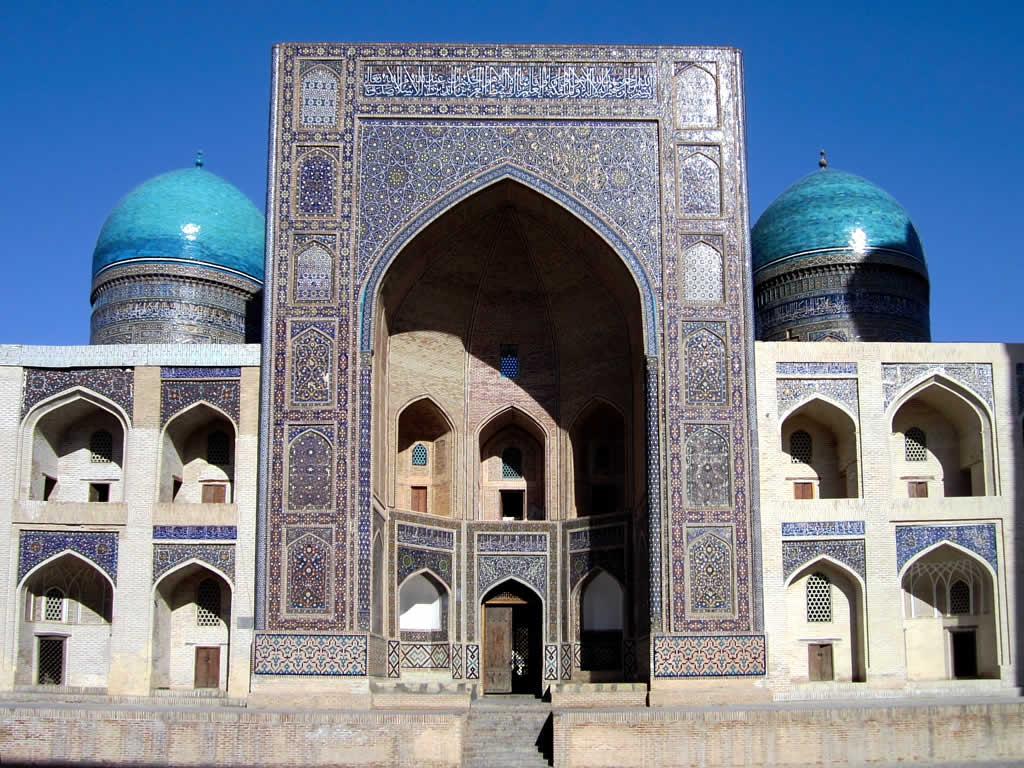
16世紀波斯風格的波伊卡楊伊斯蘭教學校的伊萬，位於烏茲別克的布哈拉

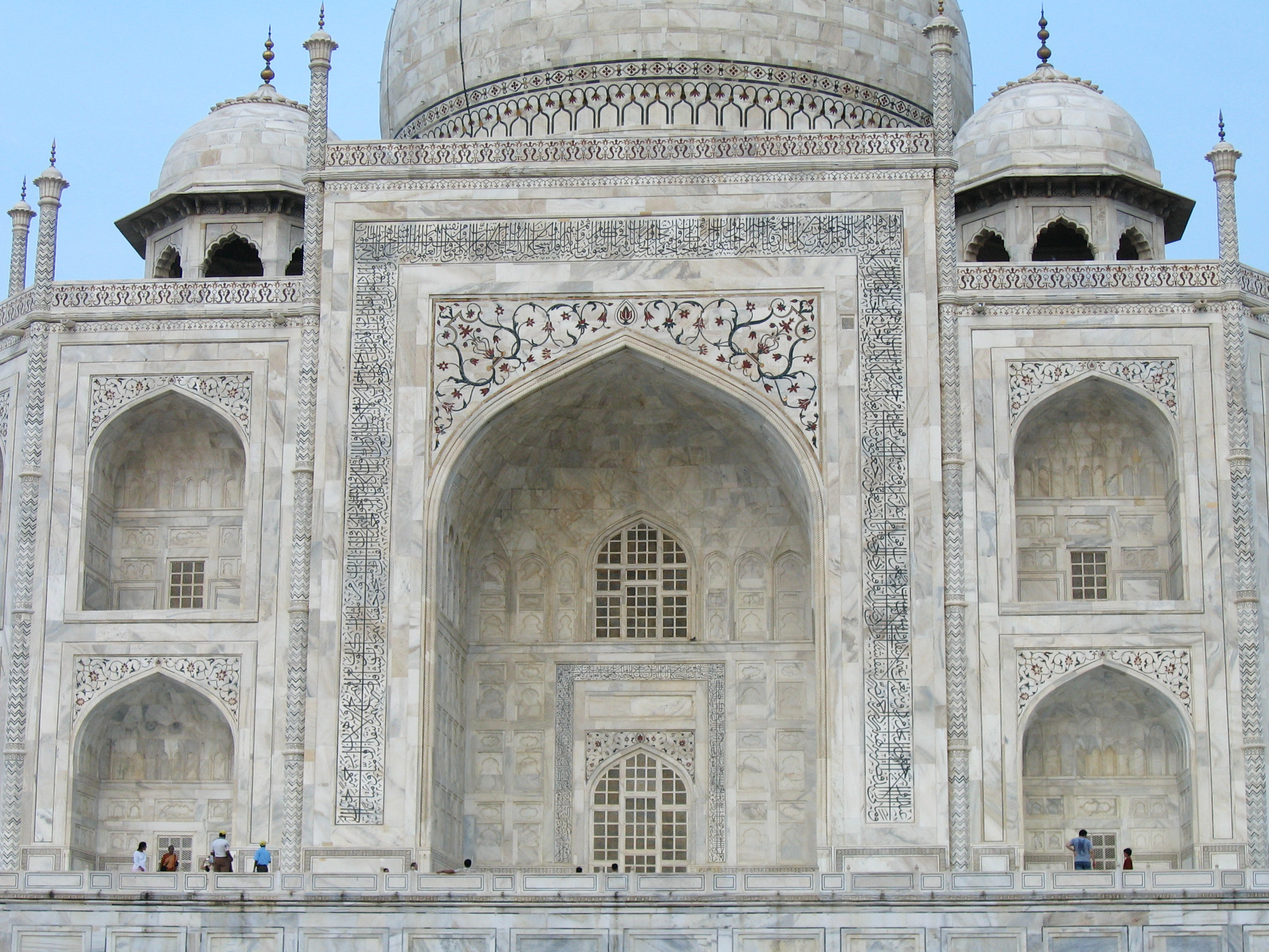
泰姬陵的伊万

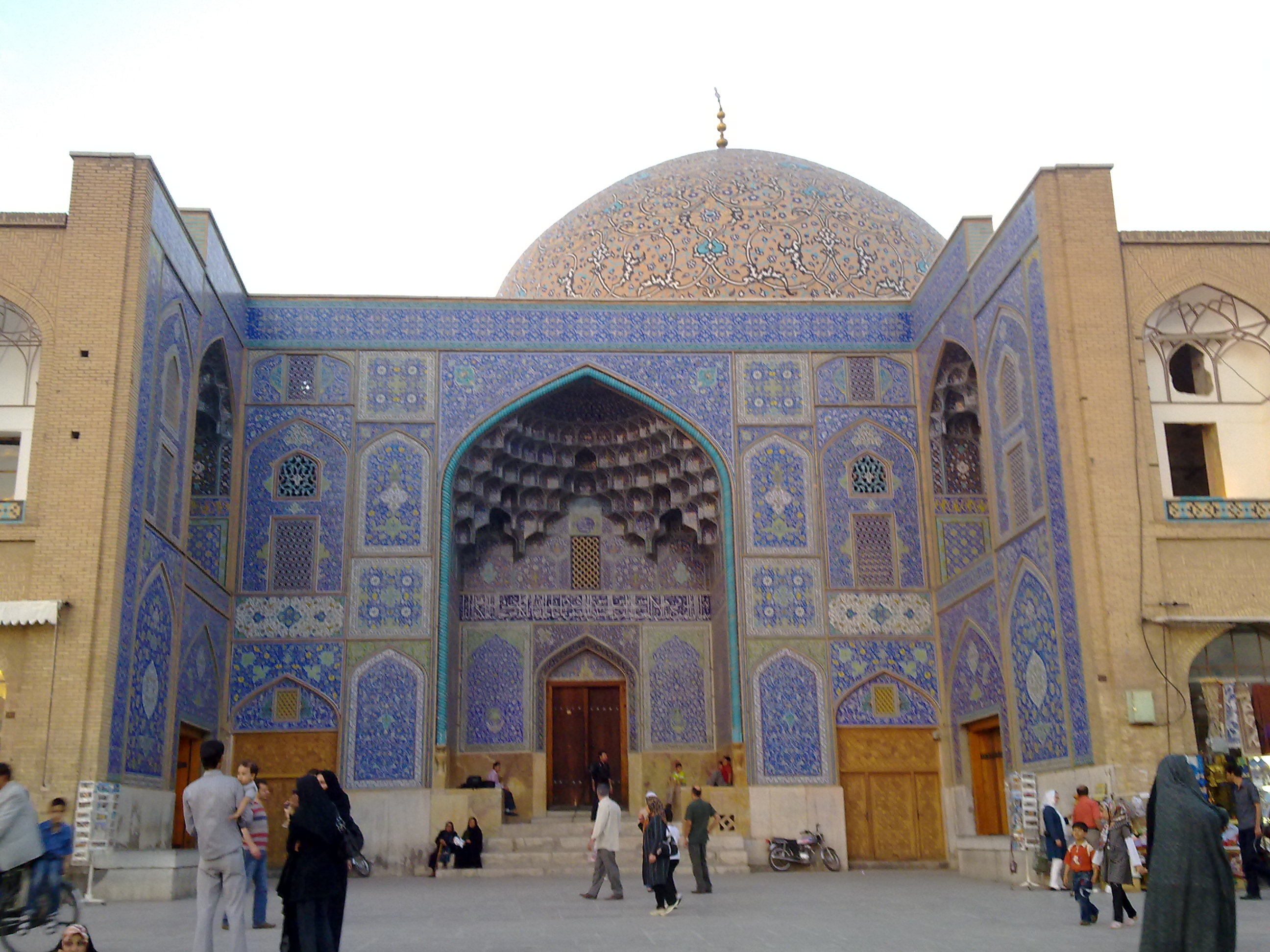
希克斯罗图福拉清真寺

伊万（波斯語：‎，拉丁转写：eyvān；阿拉伯语：‎；Iwan、ivan；土耳其语：eyvan）是波斯和伊斯兰建筑中常见的一种长方形、带有拱顶的空间，三面围墙，一面开放。它由波斯人发明，3世纪时在帕提亚帝国治下达到成熟。在波斯语中伊万的入口門面又称“皮西塔克”（pishtaq）。其上常绘有繁复的几何花纹和伊斯兰书法。伊万的大小和形状并不完全固定。

## 外部连接
- Oxford Art Online on Iwans（页面存档备份，存于）
- Columbia’s Archive of Islamic Architecture （页面存档备份，存于）
- Columbia’s Archive of Ancient Architecture （页面存档备份，存于）
- UCSJ Tutorial on Islamic Architecture
- Sheila Blair’s Islamic Arts